# Македонска патриотична организация „Илинден“ (Ню Йорк)
Македонската патриотична организация „Илинден“ е секция на Македонската патриотична организация в Ню Йорк, Ню Йорк, САЩ. Основана е в началото на 1922 година.